# Pontoeciella abyssicola
Pontoeciella abyssicola is een eenoogkreeftjessoort uit de familie van de Pontoeciellidae. De wetenschappelijke naam van de soort is voor het eerst geldig gepubliceerd in 1893 door Scott T..